# Arthur-Joseph Lapointe
Pour les articles homonymes, voir Lapointe.
Arthur-Joseph Lapointe (né le 13 février 1895, mort le 5 janvier 1960) est un chef de gare et homme politique fédéral du Québec, fils d'Anselme Lapointe et d'Adélaide St-Laurent 

## Biographie
Né à Saint-Ulric dans le comté de Matane, Arthur-Joseph Lapointe étudie au Séminaire de Rimouski. Il est ensuite militaire durant la Première Guerre mondiale en France et en Belgique, ce qui lui permet d'atteindre le rang de Lieutenant. Il sert également comme Major de 1940 à 1945 durant la Seconde Guerre mondiale. 
Il épouse Anna Marie Ducharme le 15 juin 1921, à la paroisse Saint-Irénée de Montréal.
Sa carrière politique débute en 1935, lorsqu'il devient député du Parti libéral du Canada dans la nouvelle circonscription de Matapédia—Matane, en remportant l'élection contre le député conservateur sortant de la circonscription de Matane, Joseph-Ernest-Henri Larue, ainsi que l'ancien député Georges-Léonidas Dionne. Réélu en 1940, il ne se représente pas en 1945.
Il est le père du sénateur et auteur-compositeur-interprète Jean Lapointe et le cousin d'Hugues Lapointe, député de Lotbinière de 1940 à 1957. 
Il est mort le 5 janvier 1960 à l'Hôpital Sainte-Foy à Québec.